# Réserve naturelle de Scarlino
Le réserve naturelle de Scarlino ( italien : Riserva naturale Scarlino)  est une zone naturelle protégée créée en 1977 sur le territoire de Scarlino, dans la province de Grosseto en Toscane.

## Historique
La réserve naturelle biogénétique de Scarlino est le prolongement de l'Oasis faunique Marais et Côtes de Scarlino. Sur cette zone ont été retrouvés les vestiges de colonies étrusques.

## Territoire
Elle occupe une superficie de 51 ha  sur la crête du Poggio Spedaletto, qui surplombe le golfe de Follonica . Elle borde la zone dite Bandite di Scarlino, des terres boisées appartenant au patrimoine agricole et forestier de la Région de Toscane.

## Faune
On y trouve divers mammifères (sanglier, renard, fouine, belette, porc-épic, blaireau et hérisson) et d'oiseaux (pigeon ramier, geai, divers passereaux, buses, hiboux, effraie et crécerelle).
Les rapaces sont fréquents, tant nocturnes que diurnes, dont le circaète Jean-le-Blanc, une espèce d'importance notable. On trouve également la chevêche d'Athéna, la chouette effraie et le petit-duc scops. Étaient également présents plusieurs individus de tortue terrestre (Tortue d'Hermann), protégé par la directive européenne Habitats, de lézard, de couleuvre verte et jaune et de vipère aspic. Parmi les invertébrés, il y a le papillon de nuit Euplagia quadripunctaria, également protégé par la directive européenne sur les habitats.

## Flore
Dans la réserve prédominent la présence du maquis méditerranéen, des bois de feuillus, avec une prédominance du chêne vert, et une forêt de pins parasols plantés artificiellement dont le sous-bois contient du genévrier épineux. On y trouve aussi des spécimens de Quercus cerris (chêne de Turquie)

## Galerie

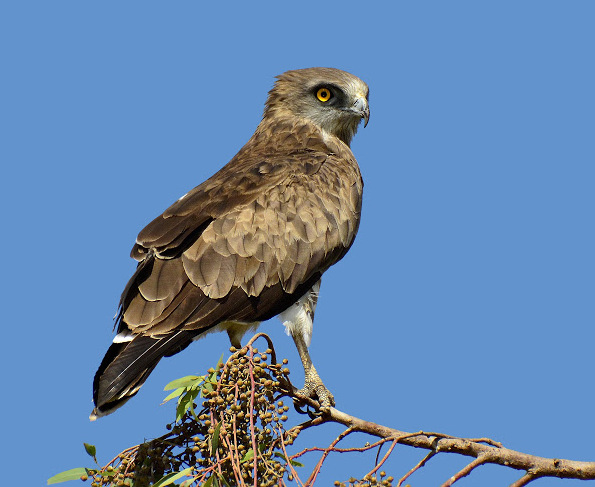
Circaète Jean-Le-Blanc
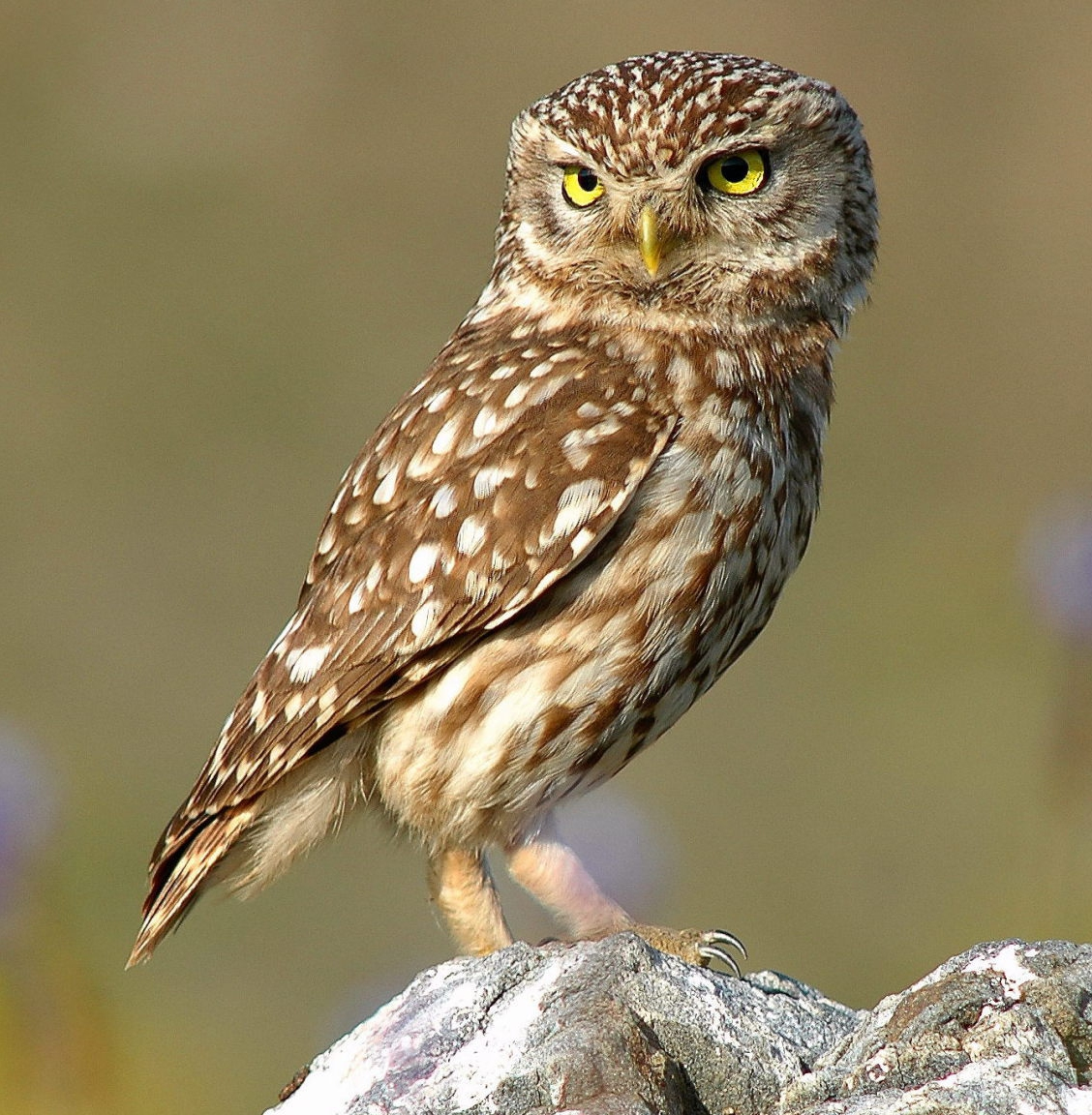
Chevêche d'Athéna
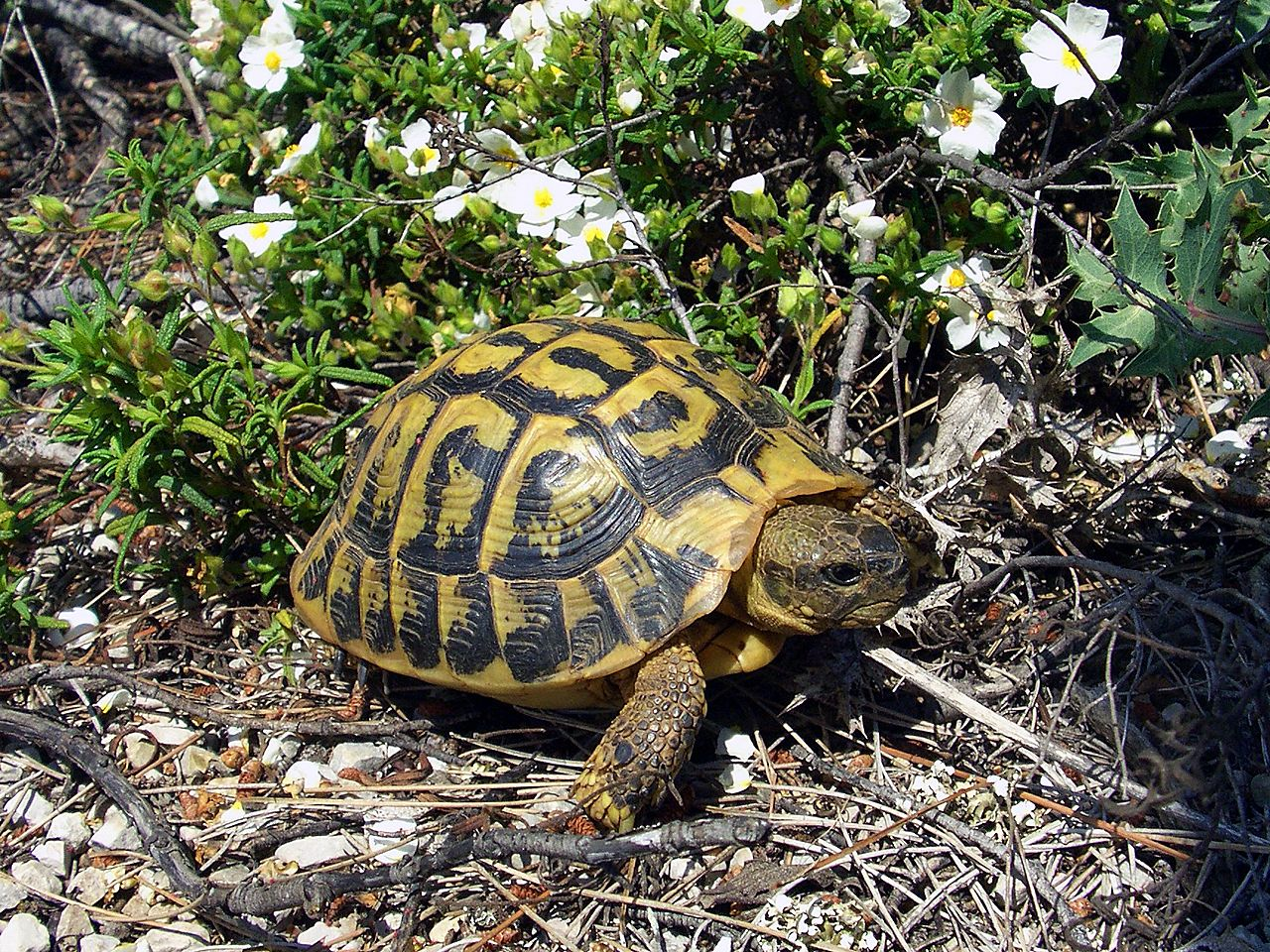
tortue d'Hermann
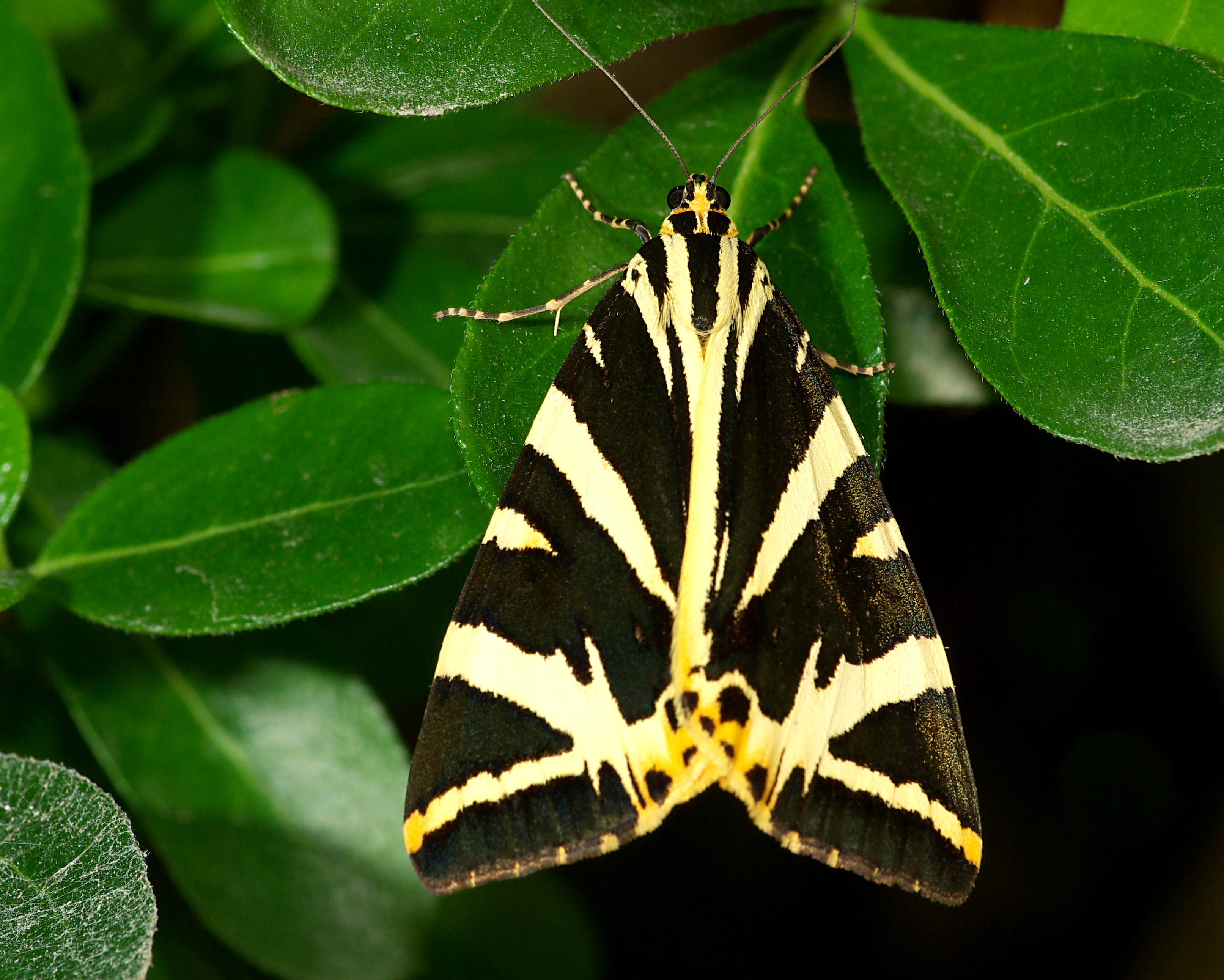
Euplagia quadripunstaria